# Mayhem (WCW)
Mayhem era un evento di wrestling in pay-per-view organizzato dalla World Championship Wrestling (WCW) e tenuto nel mese di novembre nel 1999 e nel 2000. Si trattava del primo evento di wrestling in pay-per-view il cui nome era tratto da un videogioco e non viceversa.
Sostituì WCW World War 3.

## Date e luoghi di Mayhem
| Evento        | Data             | Città                 | Luogo                  | Main Event |
| ------------- | ---------------- | --------------------- | ---------------------- | --- |
| Mayhem (1999) | 21 novembre 1999 | Toronto (Ontario)     | Air Canada Centre      | Bret Hart vs. Chris Benoit nella finale del torneo per il vacante WCW World Heavyweight Championship          |
| Mayhem (2000) | 26 novembre 2000 | Milwaukee (Wisconsin) | Wisconsin Center Arena | Booker T (c) vs. Scott Steiner in uno Straitjacket steel cage match per il WCW World Heavyweight Championship |

### 1999
Mayhem 1999 si svolse il 21 novembre 1999 presso l'Air Canada Centre di Toronto, Canada. Questo evento fu la prima edizione del pay-per-view in questione.
| N. | Match | Stipulazione                                                                        | Durata |
| -- | --- | ----------------------------------------------------------------------------------- | ------ |
| 1  | Chris Benoit sconfigge Jeff Jarrett | Semifinali del torneo                                                               | 09:27  |
| 2  | Evan Karagias (con Madusa) sconfigge Disco Inferno (c) (con Tony Marinara)                                                                                        | Single match per il WCW Cruiserweight Championship                                  | 08:28  |
| 3  | Norman Smiley sconfigge Brian Knobbs (con Jimmy Hart) | Hardcore match per il WCW Hardcore Championship                                     | 07:27  |
| 4  | The Revolution (Perry Saturn, Dean Malenko & Asya) (con Shane Douglas) sconfiggono The Filthy Animals (Eddie Guerrero, Billy Kidman & Torrie Wilson) (con Konnan) | Elimination match                                                                   | 10:55  |
| 5  | Buff Bagwell sconfigge Curt Hennig | Retirement match                                                                    | 07:47  |
| 6  | Bret Hart sconfigge Sting | Semifinali del torneo                                                               | 09:27  |
| 7  | Vampiro (con Jerry Only) sconfigge Berlyn (con The Wall) | Dog collar match                                                                    | 04:57  |
| 8  | Meng sconfigge The Total Package (con Elizabeth) | Single match                                                                        | 05:23  |
| 9  | Scott Hall (c) sconfigge Booker T | Single match per i titoli United States e World Television                          | 06:04  |
| 10 | David Flair contro Kimberly Page termina in no contest | Single match                                                                        | 04:55  |
| 11 | Goldberg sconfigge Sid Vicious per knockout tecnico | "I Quit" match                                                                      | 05:30  |
| 12 | Bret Hart sconfigge Chris Benoit | Finale del torneo per l'assegnazione del vacante WCW World Heavyweight Championship | 17:44  |

### 2000
Mayhem 2000 si svolse il 26 novembre 2000 presso la Wisconsin Center Arena di Milwaukee, Wisconsin. Questo evento fu l'ultima edizione del pay-per-view in questione.
| N. | Match | Stipulazione                                                            | Durata |
| -- | --- | ----------------------------------------------------------------------- | ------ |
| 1  | Mike Sanders (c) sconfigge Kwee Wee (con Paisley)                                                                                           | Single match per il WCW Cruiserweight Championship                      | 07:50  |
| 2  | 3 Count (Shane Helms & Shannon Moore) sconfiggono Evan Karagias & Jamie Knoble, e The Jung Dragons (Kaz Hayashi & Yun Yang) (con Leia Meow) | Triple threat tag team match                                            | 10:53  |
| 3  | Mancow (con Al Roker Jr., Freak, Jim Jesus & Turd, The Bartender) sconfigge Jimmy Hart                                                      | Single match                                                            | 01:38  |
| 4  | Crowbar (c) sconfigge Big Vito e Reno | Hardcore match per il WCW Hardcore Championship                         | 07:50  |
| 5  | The Filthy Animals (Billy Kidman & Rey Misterio Jr.) (con Tygress) sconfiggono KroniK (Brian Adams & Bryan Clark) e Alex Wright (con Disqo) | Handicap match                                                          | 07:46  |
| 6  | Ernest Miller (con Ms. Jones) sconfigge Shane Douglas (con Torrie Wilson)                                                                   | Single match                                                            | 08:00  |
| 7  | Bam Bam Bigelow sconfigge Sgt. A.W.O.L. | Single match                                                            | 05:41  |
| 8  | Gen. Rection sconfigge Lance Storm (con Major Gunns) (c)                                                                                    | Single match per il WCW United States Heavyweight Championship          | 06:25  |
| 9  | Jeff Jarrett sconfigge Buff Bagwell | Single match                                                            | 11:10  |
| 10 | The Insiders (Diamond Dallas Page & Kevin Nash) sconfiggono The Perfect Event (Chuck Palumbo & Shawn Stasiak) (c)                           | Tag team match per i WCW World Tag Team Championship                    | 14:55  |
| 11 | Goldberg sconfigge Lex Luger | Single match                                                            | 05:53  |
| 12 | Scott Steiner (con Midajah) sconfigge Booker T (c) per knockout tecnico                                                                     | Straitjacket steel cage match per il WCW World Heavyweight Championship | 13:10  |